# Bahnstrecke Spittal an der Drau–Gmünd
| Liesertal zwischen Spittal an der Drau und Gmünd |                     |                                                                             |                                 |
| Streckenlänge: | 15,980 km           |                                                                             |                                 |
| Spurweite: | 1000 mm (Meterspur) |                                                                             |                                 |
| Stromsystem: | 800 =               |                                                                             |                                 |
| Maximale Neigung: | 45,7 ‰              |                                                                             |                                 |
| Minimaler Radius: | 30 m                |                                                                             |                                 |
| |                     |                                                                             |                                 |
| \| \| \| Drautalbahn von Innichen/San Candido und Tauernbahn von Schwarzach-St. Veit \| \| \| \| \| \| \| \| \| 0,0 \| Spittal Lokalbahn \| Spittal Lokalbahn \| \| \| \| Drautalbahn nach Villach \| \| \| \| 0,6 \| Bezirkshauptmannschaft \| Bezirkshauptmannschaft \| \| \| 1,1 \| Gmündnerstraße \| Gmündnerstraße \| \| \| 1,9 \| Sanatorium Marienheim \| Sanatorium Marienheim \| \| \| 3,5 \| Seebach an der Lieser \| Seebach an der Lieser \| \| \| 0,0 \| Zweigstrecke zum Millstättersee \| Zweigstrecke zum Millstättersee \| \| \| \| Lieser \| \| \| \| 0,67 \| Seeboden \| Seeboden \| \| \| 1,1 \| Steiner \| Steiner \| \| \| 1,2 \| Seebrücke \| Seebrücke \| \| \| 4,5 \| Lieserhofen \| Lieserhofen \| \| \| 8,2 \| Altersberg \| Altersberg \| \| \| 10,2 \| Waltlwirt \| Waltlwirt \| \| \| 15,4 \| Stadt Gmünd \| Stadt Gmünd \| |                     |                                                                             |                                 |
| |                     | Drautalbahn von Innichen/San Candido und Tauernbahn von Schwarzach-St. Veit |                                 |
| |                     |                                                                             |                                 |
| Bahnhof · Kopfbahnhof Streckenanfang | 0,0                 | Spittal Lokalbahn                                                           | Spittal Lokalbahn               |
| Strecke nach rechts · Strecke |                     | Drautalbahn nach Villach                                                    | Drautalbahn nach Villach        |
| Haltepunkt / Haltestelle (Strecke außer Betrieb) | 0,6                 | Bezirkshauptmannschaft                                                      | Bezirkshauptmannschaft          |
| Haltepunkt / Haltestelle (Strecke außer Betrieb) | 1,1                 | Gmündnerstraße                                                              | Gmündnerstraße                  |
| Haltepunkt / Haltestelle (Strecke außer Betrieb) | 1,9                 | Sanatorium Marienheim                                                       | Sanatorium Marienheim           |
| Haltepunkt / Haltestelle (Strecke außer Betrieb) | 3,5                 | Seebach an der Lieser                                                       | Seebach an der Lieser           |
| Verschwenkung von links (Strecke außer Betrieb) | 0,0                 | Zweigstrecke zum Millstättersee                                             | Zweigstrecke zum Millstättersee |
| Brücke über Wasserlauf (Strecke außer Betrieb) · Strecke |                     | Lieser                                                                      | Lieser                          |
| Haltepunkt / Haltestelle (Strecke außer Betrieb) · Strecke | 0,67                | Seeboden                                                                    | Seeboden                        |
| Haltepunkt / Haltestelle (Strecke außer Betrieb) · Strecke | 1,1                 | Steiner                                                                     | Steiner                         |
| Kopfbahnhof Streckenende | 1,2                 | Seebrücke                                                                   | Seebrücke                       |
| Haltepunkt / Haltestelle (Strecke außer Betrieb) | 4,5                 | Lieserhofen                                                                 | Lieserhofen                     |
| Haltepunkt / Haltestelle (Strecke außer Betrieb) | 8,2                 | Altersberg                                                                  | Altersberg                      |
| Haltepunkt / Haltestelle (Strecke außer Betrieb) | 10,2                | Waltlwirt                                                                   | Waltlwirt                       |
| Kopfbahnhof Streckenende (Strecke außer Betrieb) | 15,4                | Stadt Gmünd                                                                 | Stadt Gmünd                     |

Die Bahnstrecke Spittal an der Drau–Gmünd war eine geplante, aber nie gebaute Bahnstrecke im Liesertal im Norden von Kärnten. Zeitgenössisch, aber auch in der späteren Literatur, wurde sie als Liesertalbahn bezeichnet, da sie ausschließlich im Tal des Flusses Lieser verkehrt wäre.
Idee der Bahnstrecke war, das Liesertal im heutigen Bahnhof Spittal-Millstättersee „an eine Weltbahn“ anzuschließen. Sie war als Schmalspurbahn mit elektrischem Betrieb vorgesehen.

## Vorgeschichte
Mit dem Ziel der Errichtung einer alpenquerenden Hauptbahn zwischen Salzburg und Villach wurden zahlreiche Trassenvarianten geprüft. In die engere Wahl kamen Optionen durch den Lungau und das Liesertal einerseits sowie durch die westlichere Linie aus Gasteinertal und Mölltal andererseits. Letztendlich entschied sich Handelsminister Graf Gundakar von Wurmbrand-Stuppach im Jahr 1894 für die zweitgenannte Option und das Liesertal erhielt somit keinen Bahnanschluss. Im Jahr 1903 berichtete die Illustrirte Fremden-Zeitung für Steiermark, Kärnten und Krain, der Eisenbahnminister hätte als Ersatz eine Zweigbahn durch das Liesertal sowie „kräftigste Förderung“ des Vorhabens versprochen.

## Geschichte
Weitere Überlegungen zur Erschließung des Liesertales auf der Schiene finden sich wieder nach 1900 in österreichischen Quellen. Zuerst berichtete die Kärntner Zeitung über Wünsche hinsichtlich des Baues. Am 22. Februar 1903 war in einem Artikel in humoristischem Stil zu lesen, dass der Eisenbahnminister eine Delegation „in besonderer Audienz“ empfangen hatte. Es ist nicht feststellbar, ob in diesem Artikel Tatsachen, Überzeichnungen oder nur Behauptungen kommuniziert wurden. Auch kommt ein Zusammentreffen dieser drei Möglichkeiten in Frage. 
Am 27. Februar 1903 berichtete das Grazer Volksblatt über eine in Gmünd abgehaltene Delegiertenversammlung zum Lokalbahnbau.
In der Wochenzeitung Die Arbeit wurde im Jahr 1904 vorgeschlagen, die Liesertalbahn nicht nur nach Gmünd, sondern weiter nach Norden ins Murtal – also über oder durch den Katschberg – zu führen, um damit Anschluss an die Murtalbahn zu erlangen. Da die Liesertalbahn – wie einige der wenigen elektrifizierten Schmalspurbahnen in Österreich wie etwa die Stubaitalbahn – meterspurig errichtet werden sollte, die Murtalbahn aber in bosnischer Spur ausgeführt war, hätte sich bei dieser Verbindung ein Spurweitenbruch ergeben.
Im Jahr 1904 veröffentlichte die Villacher Zeitung einen Artikel mit wirtschaftlichen Überlegungen zum Bahnbau und erwähnte die Notwendigkeit der Zeichnung von Stammaktien.
Im Jahr 1905 berichtete die Architekten- und Baumeister-Zeitung, das Eisenbahnministerium hätte dem Grafen Albert von Lodron-Laterano die Vorkonzession für den Bau einer Lokalbahn von Spittal an der Drau nach Gmünd und Kremsbrücken erteilt. Albert Lodron-Laterano war Betreiber mehrerer Mineralabbaustätten im Liesertal. Seine Familie hatte jahrhundertelang die Grundherrschaft in Gmünd innegehabt.
Die Wiener Bauindustrie-Zeitung erwähnte im Jahr 1908 die Lokalbahn von Spittal a. d. Drau nach Gmünd mit einer Zweiglinie nach Millstadt. Projektant der Bahn war Wilhelm Klauber, Ingenieur und Bauunternehmer in Wien. Das Projekt bezog sich auf eine schmalspurige Lokalbahn mit elektrischem Betrieb.
Die Wiener Bauindustrie-Zeitung berichtete im Jahr 1914, dass der Landtag bereit sei, „einen entsprechenden Landesbeitrag“ für den Bau der Liesertalbahn zu erbringen. Im gleichen Artikel erwähnte diese Zeitung, dass das Eisenbahnministerium dem Aktionskomitee die Erbringung technischer Vorleistungen bewilligt habe.

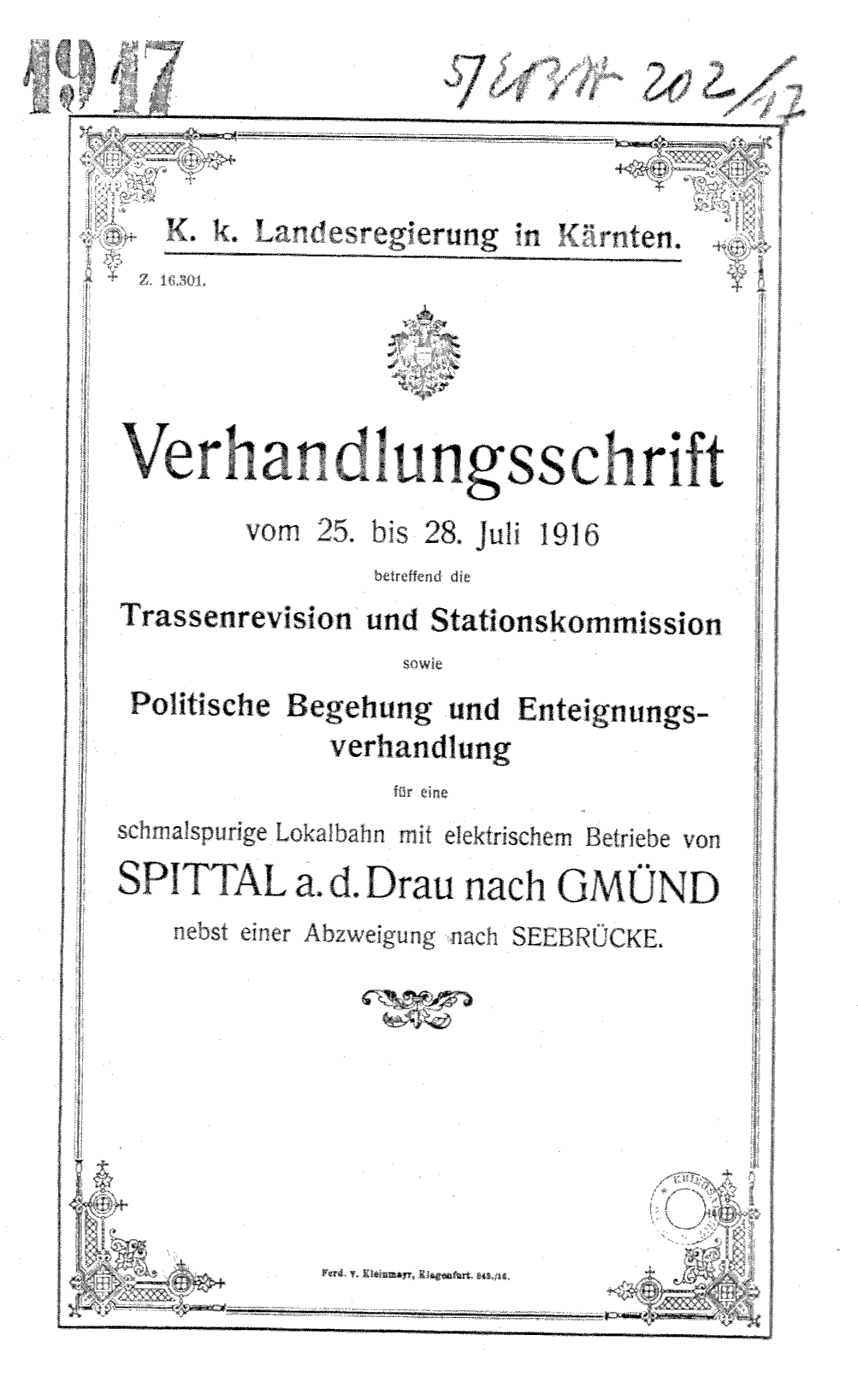
Verhandlungsschrift betreffend die Trassenrevision und Stationskommission sowie die Politische Begehung und Enteignungsverhandlung

1916 erschien ein etwas ausführlicherer Artikel in der Österreichischen Monatsschrift für den öffentlichen Baudienst. Es wurde berichtet, dass auch die Deckung der Baukosten nachgewiesen sei. Die Bauarbeiten sollten durch Kriegsgefangene ausgeführt werden. Weitgehend inhaltsgleich berichtete die Wiener Bauindustrie-Zeitung.
Im Österreichischen Staatsarchiv befindet sich die Verhandlungsschrift betreffend die Trassenrevision und Stationskommission sowie die Politische Begehung und Enteignungsverhandlung.
Die letzte archivarisch feststellbare Erwähnung der Bahn in öffentlichen Publikationen fand am 11. März 1917 statt. Die Villacher Zeitung brachte einen umfangreichen Artikel mit einer betriebswirtschaftlichen Rechnung zur Liesertalbahn, die nach Auffassung des Autors gegenüber der Straße kaum wirtschaftliche Vorteile aufzeigte.
Stanfel schreibt, dass nach dem Ersten Weltkrieg geringfügige Vorbereitungen für den Bahnbau nachweisbar seien. Unter anderem wären zwei Feldbahnlokomotiven im Bahnhof Spittal-Millstättersee vorgehalten worden.
Weiters schreibt Stanfel, es wäre einem Aktionskomitee im Jahr 1927 neuerlich eine Vorkonzession gewährt worden.
Letztendlich kam es niemals zum Bau der Bahnstrecke.

## Energieversorgung
Zur Energieversorgung war der Bau eines Wasserkraftwerks "im oberen Flussgebiet der Lieser" geplant. Zwei Turbinen mit Drehstromgenerator hätten 500 Volt Spannung liefern sollen. Mittels Transformatoren hätte eine Umwandlung auf Drehstrom mit 10 kV erfolgen sollen. Lokale Umformer hätten den gewünschten Bahnstrom von 800 Volt Gleichspannung bereitgestellt. 
Die Oberleitung wäre bis zur Abzweigung der Seitenlinie zweidrahtig ausgeführt worden, von dieser hätte je ein Draht nach Gmünd bzw. Seebrücke geführt werden sollen.

## Trivia
Eine Outdoor-Website erwähnt in einer Berichterstattung über eine Radroute im Liesertal, diese wäre auf der ehemaligen Bahntrasse der Liesertalbahn angelegt worden. Zitat: „Die alte Bahntrasse wurde zu einem wunderschönen Radweg umgebaut.“